# 似鴯鶓龍屬
似鴯鶓龍（學名：Dromiceiomimus）是似鳥龍科下的一屬，是種快速、雙足恐龍，生活於上白堊紀，距今約7350萬到6850萬年前。

## 敘述

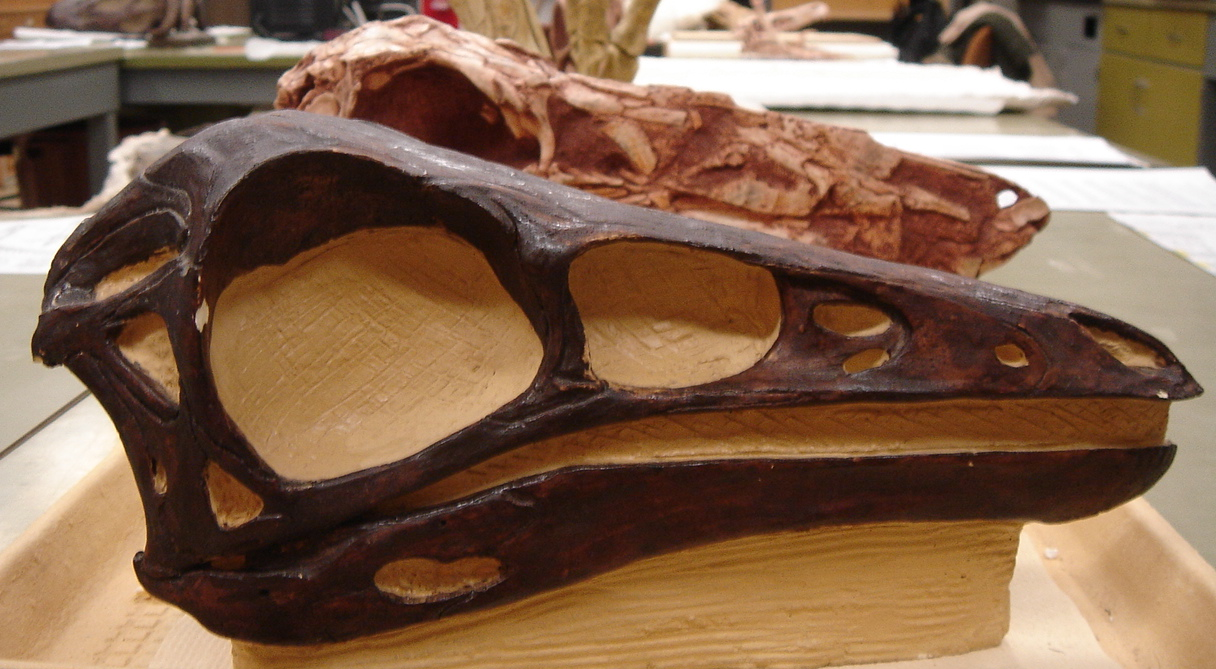
似鴯鶓龍的顱骨

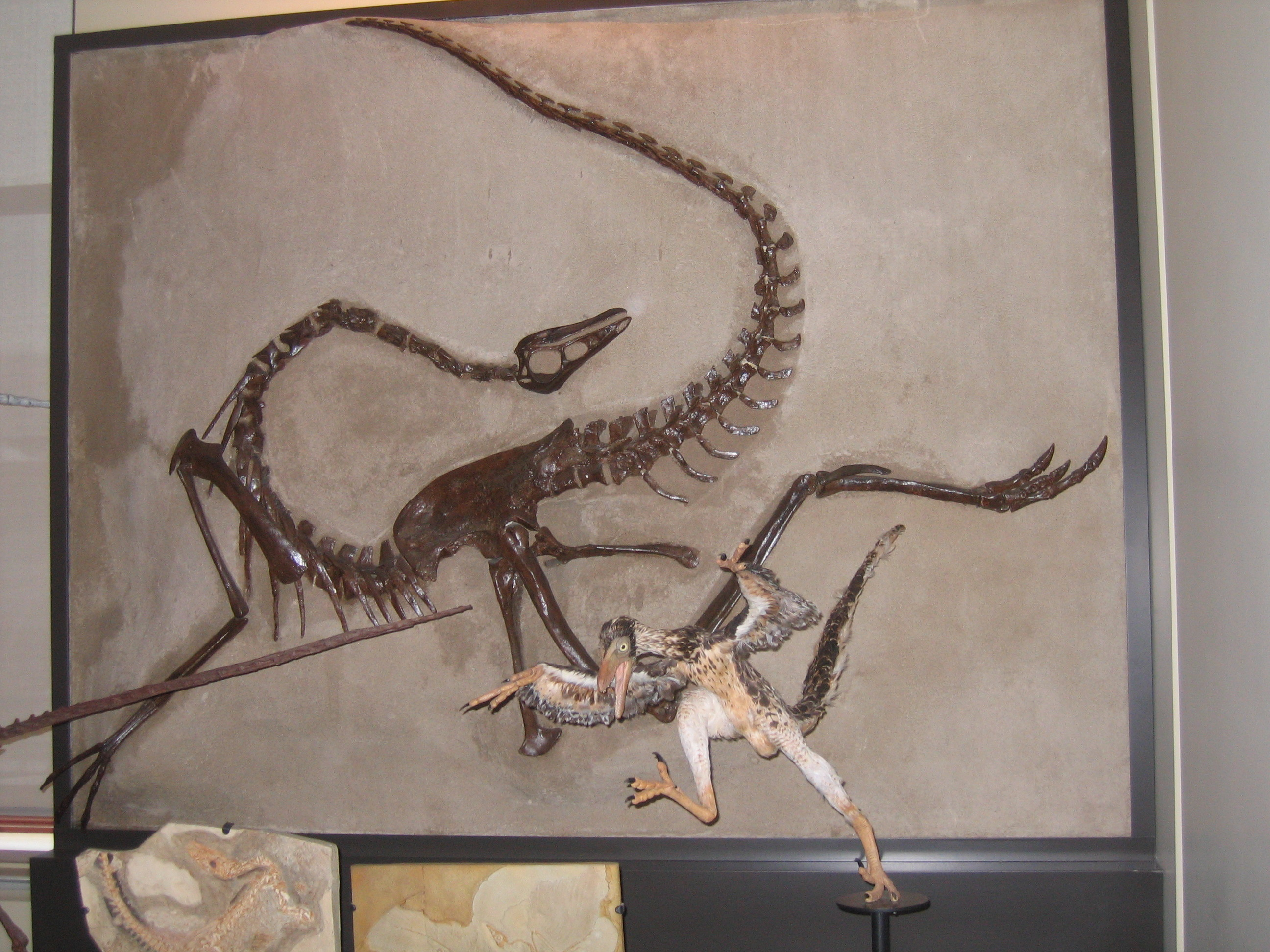
似鴯鶓龍的化石，前方為中國鳥龍的模型。加拿大自然博物館

似鴯鶓龍的身長約為3.5米長，體重約100-150公斤。牠的股骨有46.8公分長。似鴯鶓龍具有無齒喙嘴，頜部構造虛弱。相較於其他的似鳥龍科，牠的背部較短、前肢修長、有很大的腦部及眼睛，而骨盆的構造亦有不同。似鳥龍科的腦部相當大，但科學家認為這不代表牠們有較高的智力，加大的腦部部分可能用在動作的協調上。

## 發現
似鴯鶓龍的首批化石是於1920年代發現的，並且原先被認為是似鴕龍的兩個種（Struthiomimus brevitertius ）、（S. samueli）。後來於1972年戴爾·羅素評估了北美洲的似鳥龍科，將似駝龍重新分類成三個屬：似鴯鶓龍、似鳥龍、似鴕龍。似鴯鶓龍的化石發現於加拿大艾伯塔省的馬蹄峽谷組及朱迪斯河組，包含成體及幼體化石。

## 古生物學
似鴯鶓龍的食性仍在爭議中。加拿大古生物學家戴爾·羅素（Dale Russell）指出似鴯鶓龍是肉食性恐龍，以蛋及小型的動物為食。不過有研究指牠的體型卻適合草食性的生活。牠可能是以昆蟲、蛋、蜥蜴與小型哺乳動物為食。
似鴯鶓龍的脛骨長度比股骨長20%，適合快速奔跑。牠的大眼睛顯示牠有尖銳的視覺，有可能牠是夜間出沒的。
托馬斯·霍爾特（Thomas R. Holtz Jr.）提出似鴯鶓龍是似鳥龍的一個種。

## 外部連結
- 恐龍博物館——似鸸鹋龙